# Michel Herman van Campen
Michel Herman van Campen (geboren 1. Juli 1874 in Amsterdam; gestorben 14. September 1942 im KZ Auschwitz) war ein niederländischer Schriftsteller und Literaturkritiker.

## Leben
Über Mich(i)el Herman van Campen ist nur wenig bekannt. Der Wiener Schriftsteller Eugen Hoeflich reiste 1923 nach Amsterdam und bezeichnete ihn in einem Tagebucheintrag als einen neben Israël Querido aus der selbstbewussten jüdischen Arbeiterschaft der Amsterdamer Diamantschleifereien stammenden Schriftsteller. Van Campen wurde Bibliothekar bei der Gewerkschaft Algemene Nederlandse Diamantbewerkersbond (ANDB). Er schrieb Kritiken für die Literaturzeitschrift De Gids. Er veröffentlichte 1921 einen Überblick zur gegenwärtigen niederländischen Romanliteratur.
Van Campen war mit Duifje Houthakker (1882–1942) verheiratet, sie hatten drei Kinder.
Während der deutschen Besetzung der Niederlande wurde van Campen 1942 mit seiner Frau deportiert und im Konzentrationslager Auschwitz ermordet.

## Schriften (Auswahl)
- Bikoerim. Van Dishoeck, 1903
- Opstellen. Van Dishoeck, 1908
- Schetsen en critische opstellen. Luctor et Emergo, 1911
- Over literatuur. Bundel 1. Wereldbibliotheek, 1915
- Over literatuur. Bundel 2. Sijthoff’s, 1919
- Nederlandsche romancières van onzen tijd, 1921